# 피오트르 스크로보프스키
피오트르 스크로보프스키(폴란드어: Piotr Skrobowski, 1961년 10월 16일, 마워폴스카 주 크라쿠프 ~)는 폴란드의 전직 축구 선수이다. 그는 비스와 크라쿠프, 레흐 포즈난, 그리고 함마르뷔(스웨덴)를 포함해 몇몇 구단에서 활약했다. 그는 폴란드 국가대표팀 경기에도 15번 출전했고, 1982년 월드컵에 참가했는데 이 폴란드 선수단은 3위에 입상했다.